# Championnats de Tunisie d'athlétisme 1990
Navigation
1989 1991
Les championnats de Tunisie d'athlétisme 1990 sont une compétition tunisienne d'athlétisme se disputant en 1990.

## Palmarès
| Discipline            | Hommes                    | Hommes | Femmes         | Femmes  |
| --------------------- | ------------------------- | ------ | -------------- | ------- |
| 100 m                 | Messaoud Fguiri           | 10 s 6 |                |         |
| 200 m                 | Messaoud Fguiri           | 21 s 6 |                |         |
| 400 m                 | Mohamed Kchaou            | 48 s   |                |         |
| 800 m                 |                           |        |                |         |
| 1 500 m               |                           |        |                |         |
| 3 000 m               |                           |        |                |         |
| 5 000 m               |                           |        |                |         |
| 10 000 m              |                           |        |                |         |
| 100 m haies           |                           |        |                |         |
| 110 m haies           |                           |        |                |         |
| 400 m haies           |                           |        |                |         |
| 3 000 m steeple       |                           |        |                |         |
| Relais 4 × 100 mètres |                           |        |                |         |
| Relais 4 × 400 mètres |                           |        |                |         |
| Saut en longueur      | Azzedine Talhi ( Algérie) | 7,26 m |                |         |
| Triple saut           |                           |        |                |         |
| Saut en hauteur       |                           |        |                |         |
| Saut à la perche      |                           |        |                |         |
| Lancer du poids       |                           |        |                |         |
| Lancer du disque      |                           |        | Nabila Mouelhi | 47,46 m |
| Lancer du marteau     |                           |        |                |         |
| Lancer du javelot     |                           |        |                |         |
| Décathlon             |                           |        |                |         |
| Heptathlon            |                           |        |                |         |
| Marathon              |                           |        |                |         |